# 内尼采斯库吲哚合成
Neniţescu吲哚合成（Neniţescu indole synthesis）
从苯醌与β-氨基巴豆酸酯合成5-羟基吲哚衍生物。